# Тихін Сулима
Тихін Сули́ма (роки народження і смерті невідомі) — український гончар другої половини XVIII століття.
Працював у селі Глинському (тепер Зіньківський район Полтавської області, Україна). Виготовляв миски та інший побутовий посуд, розписував його рослинним і квітковим орнаментом.